# Pontcey
Pontcey ist eine Gemeinde im französischen Département Haute-Saône in der Region Bourgogne-Franche-Comté.

## Geographie
Pontcey liegt auf einer Höhe von 215 m über dem Meeresspiegel, sechs Kilometer südöstlich von Scey-sur-Saône-et-Saint-Albin und etwa neun Kilometer westlich von Vesoul (Luftlinie). Das Dorf erstreckt sich im zentralen Teil des Departements, in der Talmulde des Durgeon südlich des Saônetals, am Ostrand des Bois des Minières. 
Die Fläche des 5,87 km² großen Gemeindegebiets umfasst einen Abschnitt im Bereich des oberen Saônebeckens. Von Südosten nach Nordwesten wird das Gebiet von der Talmulde des Durgeon durchquert, der für die Entwässerung zur Saône sorgt. Die Talmulde, die durchschnittlich auf 210 m liegt, weitet sich im Bereich von Pontcey zu einem Becken von rund einem Kilometer Durchmesser. Flankiert wird das Durgeon-Tal auf beiden Seiten von Plateaus, die eine Höhe von 250 m erreichen. Diese Hochflächen bestehen aus einer Wechsellagerung von kalkigen und sandig-mergeligen Sedimenten der oberen Jurazeit. Die fruchtbaren Böden der Talniederung und der Plateaus werden überwiegend landwirtschaftlich genutzt. Östlich des Durgeon erhebt sich die Höhe des Mont Faut (bis 260 m). Die südliche Abgrenzung bildet die Waldhöhe des Mont Vallery, auf der mit 267 m die höchste Erhebung von Pontcey erreicht wird. Nach Westen erstreckt sich das Gemeindeareal in die ausgedehnte Waldung des Bois des Minières (bis 260 m).
Nachbargemeinden von Pontcey sind Chemilly und Vauchoux im Norden, Montigny-lès-Vesoul und Chariez im Osten, Boursières im Süden sowie Aroz im Westen.

## Geschichte
Überreste eines gallorömischen Siedlungsplatzes weisen auf eine sehr frühe Besiedlung des Gebietes hin. Im Mittelalter gehörte Pontcey zur Freigrafschaft Burgund und darin zum Gebiet des Bailliage d’Amont. Die lokale Herrschaft hatten die Herren von Chemilly inne. Die Pfarrei unterstand stets dem Dekanat von Scey-sur-Saône. Zusammen mit der Franche-Comté gelangte Pontcey mit dem Frieden von Nimwegen 1678 definitiv an Frankreich. Heute ist Pontcey Mitglied des 22 Ortschaften umfassenden Gemeindeverbandes Communauté de communes des Combes.

## Sehenswürdigkeiten
Die Kirche Saint-Antide wurde 1666 an der Stelle eines früheren Gotteshauses neu erbaut. Sie besitzt eine bemerkenswerte Ausstattung, darunter ein reich skulptierter Altar (17. Jahrhundert) und Kanzel, Statuen aus dem 16. Jahrhundert sowie verschiedene Grabplatten. 
Zu den weiteren Sehenswürdigkeiten zählen ein Kalvarienberg (17. Jahrhundert), ein Kreuz (18. Jahrhundert) auf dem Friedhof sowie die ebenfalls aus dem 18. Jahrhundert stammende Steinbrücke über den Durgeon.

## Bevölkerung
| Jahr                       | 1962 | 1968 | 1975 | 1982 | 1990 | 1999 |
| Einwohner                  | 158  | 169  | 148  | 203  | 302  | 275  |
| Quellen: Cassini und INSEE |      |      |      |      |      |      |

Mit 252 Einwohnern (2005) gehört Pontcey zu den kleinen Gemeinden des Département Haute-Saône. Nachdem die Einwohnerzahl in der ersten Hälfte des 20. Jahrhunderts abgenommen hatte (1896 wurden noch 233 Personen gezählt), wurde während der 1980er-Jahre ein deutliches Bevölkerungswachstum verzeichnet. Seither ist wieder ein rückläufiger Trend zu beobachten.

## Wirtschaft und Infrastruktur
Pontcey war bis weit ins 20. Jahrhundert hinein ein vorwiegend durch die Landwirtschaft (Ackerbau, Obstbau und Viehzucht) und die Forstwirtschaft geprägtes Dorf. Heute gibt es einige Betriebe des lokalen Kleingewerbes. In den letzten Jahrzehnten hat sich das Dorf zu einer Wohngemeinde gewandelt. Viele Erwerbstätige sind deshalb Wegpendler, die in den größeren Ortschaften der Umgebung, insbesondere im Raum Vesoul, ihrer Arbeit nachgehen.
Die Ortschaft liegt abseits der größeren Durchgangsachsen an einer Departementsstraße, die von Vesoul nach Scey-sur-Saône-et-Saint-Albin führt. Weitere Straßenverbindungen bestehen mit Port-sur-Saône und Aroz.